# Filmographie sur Mars
La filmographie sur Mars désigne la représentation de cette planète au cinéma et à la télévision.

## Introduction
Mars, dans l'imagination cinématographique, et littéraire, est très souvent liée aux extra-terrestres martiens, nourrissant le vieux fantasme de l'Humanité du Sommes-nous seuls dans l'univers ?
La couleur rouge de la planète Mars a également inspiré des corrélations symboliques avec la valeur politique de la couleur. Ainsi, l'ennemi rouge est tout autant l'autre (alien, étranger, le monstre), que l'ennemi politique (communiste, soviétique, socialiste, etc.)[réf. nécessaire]. Cette association d'idée que l'on trouve régulièrement dans les films américains de l'après-guerre se trouve aussi dans certains films soviétiques, comme Aelita de Yakov Protazanov.
Voici une liste de films ayant pour thème : Mars et sa destination.
NB : cette liste n'intègre que les films où l'Homme est allé sur la planète rouge, ou tente d'y aller. Ne sont pas inclus tous les films d'invasion martienne sur Terre.

## Filmographie

### Cinéma
- 1918 : Le Vaisseau du ciel de Holger-Madsen
- 1924 : Aelita de Yakov Protazanov
- 1930 : L'Amour en l'an 2 000 de David Butler
- 1950 : Vingt-quatre heures chez les Martiens de Kurt Neumann
- 1951 : Destination Mars (Flight to Mars) de Lesley Selander
- 1955 : La Conquête de l'espace de Byron Haskin
- 1956 : World Without End (en) d'Edward Bernds
- 1958 : La Fusée de l'épouvante d'Edward L. Cahn
- 1960 : 
  - La Planète rouge de Ib Melchior
  - L'Appel du ciel d'Alexander Kozyr et Mikhaïl Karioukov
- 1963 : Au-devant du rêve de Mikhaïl Karioukov et Otar Koberidze (en)
- 1964 : 
  - Robinson Crusoë sur Mars de Byron Haskin
  - Le Père Noël contre les Martiens (Santa Claus conquers the Martians) de Nicholas Webster (en)
- 1965 : The Wizard of Mars (en) de David L. Hewitt
- 1966 :
  - La Guerre des planètes de Antonio Margheriti
  - Queen of Blood de Curtis Harrington
  - Thunderbirds et l'odyssée du cosmos de David Lane
- 1967 : Itoka le monstre des galaxies de Kazui Nihonmatsu
- 1968 : Mission Mars de Nicholas Webster (en)
- 1978 : Capricorn One de Peter Hyams
- 1980 : Contamination de Luigi Cozzi
- 1986 : Le Cristal de l'espace (en) (Star Crystal) de Lance Lindsay
- 1990 : Total Recall de Paul Verhoeven
- 1996 : 
  - Vampirella (en) de Jim Wynorski (Vidéo)
  - Mars Attacks! de Tim Burton
- 1997 : Rocket Man de Stuart Gillard
- 1998 : 
  - Mars 2056 de Jon Hess
  - La Mutante 2 de Peter Medak
- 1999 : Escape from Mars de Neill Fearnley
- 2000 : 
  - Mission to Mars de Brian De Palma
  - Planète rouge d'Antony Hoffman
- 2001 : Ghosts of Mars de John Carpenter
- 2002 : 
  - Stranded de María Lidón
  - Lost on Mars de Eric Shook
- 2003 : 
  - Christmas on Mars (en) de Wayne Coyne
  - Empire of Danger de Eric Shook (suite de Lost on Mars)
- 2004 : Space Odyssey: Voyage to the Planets) de Joe Ahearne (en)
- 2005 : Doom de Andrzej Bartkowiak
- 2009 : 
  - Les Chroniques de Mars de Mark Atkins
  - Watchmen, de Zack Snyder
- 2012 : John Carter, de Andrew Stanton
- 2013 : The Last Days on Mars, de Ruairí Robinson (en)
- 2015 : Seul sur Mars, de Ridley Scott
- 2020 : Away d4Andrew Hinderaker

### Télévision

#### Série
- 2009 : Doctor Who épisode La Conquête de Mars de Graeme Harper
- 2016 : Mars de Ron Howard
- 2017 :
  - Doctor Who épisode L'Impératrice de Mars
  - Missions de Julien Lacombe
- 2019 : For All Mankind de Ronald D. Moore, Matt Wolpert et Ben Nedivi

### Sources
- (fr + en) Mot clé Mars sur l'Internet Movie Database.
- (fr) Mars au cinéma sur yozone.fr
- (en) marsmovieguide